# Buitinga griswoldi
Buitinga griswoldi là một loài nhện trong họ Pholcidae. Loài này được phát hiện ở Oeganda.